# ریگو (بشرویه)
ریگو یک منطقهٔ مسکونی در ایران است که در دهستان علی‌جمال واقع شده‌است. براساس سرشماری مرکز آمار ایران در سال ۱۳۹۵، این روستا کمتر از سه خانوار جمعیت داشته‌است.